# Stadio de La Victoria
L'Estadio Municipal de La Victoria è stato uno stadio di calcio situato a Jaén, in Spagna. È stato sostituito dall'attuale Nuevo Estadio de La Victoria nel 2001. La capacità dello stadio era di circa undicimila spettatori.